# Dixan
Dixan is een wasmiddelenmerk.
Het wordt geproduceerd door Henkel en verkocht in Nederland, België, Griekenland, Italië, Oostenrijk en Spanje.

## Dixan België
In België werd Dixan in 1958 geïntroduceerd. Omstreeks 1979 was Dixan het eerste wasmiddel in België dat in een wasmachine gebruikt kon worden op alle temperaturen. Zo is de gekleurde pijl ontstaan die nog steeds op de verpakking gebruikt wordt, waar blauw koud symboliseert en geel de hete temperaturen.
In 1985 introduceerde Dixan geconcentreerd poeder, waardoor minder product nodig was per wasbeurt. Rond 1987 werd Dixan Vloeibaar het eerste (vloeibare) wasmiddel dat in een wasmachine gebruikt kon worden. In 1992 volgden de Megaperls en de geconcentreerde vloeibare varianten.

## Geschiedenis Dixan België
- 1958 Introductie Dixan in België
- 1985 Geconcentreerde Dixan-poeder
- 1988 Dixan vloeibaar - Dixan Fosfaatvrij
- 1992 Dixan Megaperls
- 1996 Dixan Blue Energy
- 1997 Dixan Gel
- 1998 Dixan Tabs
- 2002 Dixan Liquids - Dixan Tabs & Gel: Cold Action
- 2006 Introductie Dixan Lavender
- 2007 Dixan Pure Freshness Gel
- 2008 Dixan Pure Freshness Powder - Dixan Pure White
- 2009 Introductie Dixan Super Power: 3xconcentrated - Dixan Ocean Power: 3xconcentrated
- 2010 Dixan Extreme White Poeder - Dixan Extreme White gel - Dixan Super Fresh concentrated